# Chinees Taipei op de Olympische Winterspelen 1988
Tijdens de Olympische Winterspelen van 1988, die in Calgary (Canada) werden gehouden, nam Chinees Taipei voor de vierde keer deel.

## Deelnemers en resultaten

### Alpineskiën
| Olympiër       | Discipline       | Resultaat | Prestatie                          |
| -------------- | ---------------- | --------- | ---------------------------------- |
| Chen Tong-Jong | reuzenslalom (m) | dq-1      | diskwalificatie run 1              |
| Chen Tong-Jong | slalom (m)       | 48e       | 2.51,10 (+1.11,63) 1.33,57+1.17,53 |
| Kuo Koul-Hwa   | reuzenslalom (m) | dq-1      | diskwalificatie run 1              |
| Lin Chi-Liang  | super g (m)      | 57e       | 2.30,81 (+51,15)                   |
| Lin Chi-Liang  | reuzenslalom (m) | dq-1      | diskwalificatie run 1              |
| Ong Ching-Ming | super g (m)      | 55e       | 2.17,22 (+37,56)                   |
| Ong Ching-Ming | reuzenslalom (m) | dq-1      | diskwalificatie run 1              |
| Ong Ching-Ming | slalom (m)       | dnf-1     | opgave run 1                       |
| Tang Wei-Tsu   | super g (m)      | dq        | diskwalificatie                    |
| Tang Wei-Tsu   | slalom (m)       | dq-1      | diskwalificatie run 1              |

### Bobsleeën
| Olympiër                                                 | Discipline                      | Resultaat | Prestatie                                              |
| -------------------------------------------------------- | ------------------------------- | --------- | ------------------------------------------------------ |
| Chen Chin-San Lee Chen-Tan                               | 2-mansbob (m) Chinees Taipei I  | 15e       | 3.59,11 (+5,63) (57,83 / 1.00,22 / 1.00,99 / 1.00,07)  |
| Sun Kuang-Ming Chen Chin-Sen                             | 2-mansbob (m) Chinees Taipei II | 33e       | 4.05,06 (+11,58) (59,25 / 1.01,54 / 1.02,26 / 1.02,01) |
| Chen Chin-San Chen Chin-Sen Lee Chen-Tan Wang Jauo-Hueyi | 4-mansbob (m) Chinees Taipei I  | 22e       | 3.52,75 (+5,24) (57,03 / 58,94 / 57,98 / 58,80)        |

### Kunstrijden
| Olympiër    | Discipline | Resultaat | Prestatie                                |
| ----------- | ---------- | --------- | ---------------------------------------- |
| David Liu   | mannen     | 25e       | dnq (verpl. figuren: 25 - korte kür: 23) |
| Pauline Lee | vrouwen    | 29e       | dnq (verpl. figuren: 29 - korte kür: 29) |

### Rodelen
| Olympiër       | Discipline | Resultaat | Prestatie                                              |
| -------------- | ---------- | --------- | ------------------------------------------------------ |
| Sun Kuang-Ming | mannen     | 32e       | 3.21,600 (+16,052) (49,601 / 51,584 / 48,986 / 51,429) |
| Teng Pi-Hui    | vrouwen    | 24e       | 3.17,127 (+13,154) (48,282 / 48,431 / 49,610 / 50,804) |

Amerikaanse Maagdeneilanden · Andorra · Argentinië · Australië · België · Bolivia · Bondsrepubliek Duitsland · Bulgarije · Canada · Chili · China · Chinees Taipei · Costa Rica · Cyprus · Denemarken · Duitse Democratische Republiek · Fiji · Filipijnen · Finland · Frankrijk · Griekenland · Groot-Brittannië · Guam · Guatemala · Hongarije · IJsland · India · Italië · Jamaica · Japan · Joegoslavië · Libanon · Liechtenstein · Luxemburg · Marokko · Mexico · Monaco · Mongolië · Nederland · Nederlandse Antillen · Nieuw-Zeeland · Noord-Korea · Noorwegen · Oostenrijk · Polen · Portugal · Puerto Rico · Roemenië · San Marino · Sovjet-Unie · Spanje · Tsjecho-Slowakije · Turkije · Verenigde Staten · Zuid-Korea · Zweden · Zwitserland